# Thomas Drummond
Kapitein Thomas Drummond (Edinburgh, 10 oktober 1797 - 15 april 1840) was een Schotse legerofficier, civiel ingenieur en hoge ambtenaar. Hij gebruikte het kalklicht (dat in sommige talen ook wel Drummondlicht wordt genoemd) dat werd gebruikt in het trigonometrische onderzoek van Groot-Brittannië en Ierland. Hij krijgt soms ten onrechte de eer voor de uitvinding van schijnwerpers, ten koste van Sir Goldsworthy Gurney. Het was echter Drummond die de waarde ervan in de landmeetkunde inzag. 

## Vroege leven
Drummond was de tweede van drie zonen. Zijn vader stierf toen hij jong was, en naar eigen zeggen is het dankzij zijn moeder dat hij de middelbare school heeft afgemaakt en een Royal Engineers-cadet aan de Woolwich Academy in 1813 werd. Hij bleek al op jonge leeftijd een aanleg voor wiskunde te hebben. Na Woolwich werd hij gestationeerd in Edinburgh en was hij betrokken bij openbare werken. Hij verveelde zich hiermee en had zich ingeschreven bij Lincoln's Inn toen hij werd gerekruteerd om zijn trigonometrie te gebruiken om een onderzoek in de Hooglanden uit te voeren. 
Dit werk werd in de zomer gedaan, en de moeilijkere maanden werden in Londen doorgebracht. Drummond maakte van deze gelegenheid gebruik om zijn kennis van wiskunde en wetenschap te verbeteren. Hij woonde lezingen bij van Sir Michael Faraday, waar hij onder meer leerde van de ontdekking van schijnwerpers. 

## Topografische verkenning van Ierland
In 1824 werd Drummond overgeplaatst naar de nieuwe Ordnance Survey of Ireland en hier gebruikte hij het nieuwe kalklicht. Hij meldde dat het licht op 109 kilometer afstand kon worden waargenomen en een sterke schaduw zou werpen op een afstand van 21 kilometer. Drummond verliet Ierland voor een periode voorafgaand aan de hervormingswet van 1832. Voor zijn diensten aan de Whigs, die als secretaris van Lord Spencer optrad, liet Lord Brougham hem een pensioen van 300 pond per jaar toekennen.
In 1835 trouwde Drummond, nu terug bij de Irish Survey, met de rijke erfgename Maria Kinnaird, de geadopteerde dochter van de criticus Conversation Sharp (1759–1835). Ze kregen drie kinderen: Emily, Mary en Fanny.

## Benoeming tot Ierse ondersecretaris
In 1835 werd hij aangesteld op de belangrijke post van Ierse ondersecretaris en leidde hij de administratie in Dublin Castle, een functie die hij bekleedde tot aan zijn dood. Drummond, een aanhanger van de Whigs, stond in hoog aanzien bij de Ieren, die hij onpartijdig behandelde.
Drummond stierf in 1840 op 42-jarige leeftijd, en werd begraven op de begraafplaats van Mount Jerome, Dublin. Zijn huisarts, Dr. Johnson, die zijn laatste dagen bij Drummond doorbracht, concludeerde dat hij leed aan peritonitis, wat symptomatisch was voor een onbepaalde medische oorzaak. Sommigen geloven dat stress en overbelasting de oorzaak waren van zijn vroegtijdige dood nadat hij vijf jaar onafgebroken als Ierse ondersecretaris had gewerkt. 
Zijn laatste woorden werden gerapporteerd als:
Ik wens begraven te worden in Ierland, het land van mijn adoptie, een land waar ik van hield, dat ik trouw heb gediend en waarvoor ik geloof dat ik mijn leven heb opgeofferd.
Drummond was kritisch over het systeem van grote landgoederen ("landlordism") in Ierland en verklaarde beroemd: "Eigendom heeft zowel zijn rechten als zijn plichten."

## Verder lezen
- (en) T. A. Larcom (1840). Memoir of the professional life of the late Captain Drummond. Papers on Subjects Connected with the Duties of the Corps of Royal Engineers 4 (Woolwich).
- (en) R. Barry O'Brien (1889). Thomas Drummond, under-secretary in Ireland, 1835-40 : life and letters. Kegan Paul, Trench & Company, London.
- (en)  J. F. McLennan (1867). Memoir of Thomas Drummond. Edmonston and Douglas, Edinburgh.
- (en) M. A. G. Ó Tuathaigh (1979). Thomas Drummond and the government of Ireland 1835–41, Galway.

- Gemeinsame Normdatei: 117656631
- International Standard Name Identifier: 0000 0000 2831 9049
- Library of Congress Control Number: n88255373
- SNAC: w6tm7dj8
- Virtual International Authority File: 18005136
- WorldCat: E39PBJhH3CYQXBd3Cm4rM67bVC